# Amelia Boynton Robinson

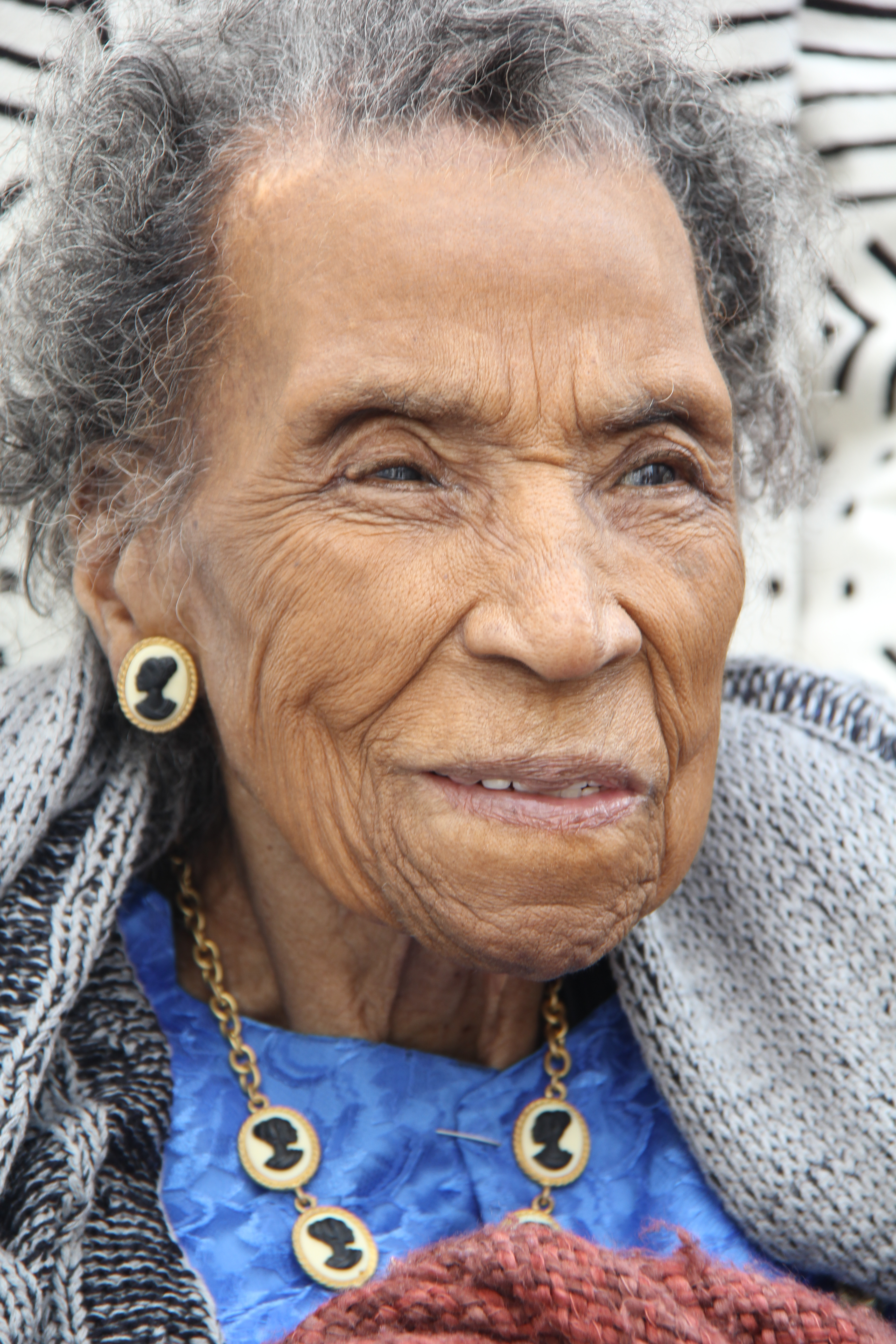
Amelia Boynton Robinson

Amelia Boynton Robinson (* 18. August 1911 in Savannah, Georgia; † 26. August 2015 in Montgomery, Alabama) war eine US-amerikanische Bürgerrechtlerin und galt als eine der einflussreichsten Persönlichkeiten der Bürgerrechtsbewegung (African-American Civil Rights Movement) sowie als eine der herausragenden Mitarbeiterinnen von Martin Luther King. Eine Schlüsselrolle kam ihr beim Zustandekommen des historischen Voting Rights Act von 1965 zu (Mother of the Voting Rights Movement).

## Leben
Amelia Platts wurde am 18. August 1911 in Savannah, Georgia, als Tochter von George Platts und dessen Ehefrau Anna Eliza (geb. Hicks) geboren. Die Eltern hatten afrikanische, europäische und Cherokee-Vorfahren. Kirche und Religion spielten bei der Erziehung von Amelia und ihren neun Geschwistern eine bedeutende Rolle. Amelia ging zunächst zur örtlichen (rassengetrennten) Schule. Nach ihrem Abschluss besuchte sie für zwei Jahre das Georgia State College (heute: Savannah State University), wechselte dann zum Tuskegee Institute, Alabama (heute: Tuskegee University) und machte dort 1927 einen Abschluss in Hauswirtschaft. Später studierte sie an der Tennessee State University (TSU), an der Virginia State University und an der Temple University.
Amelia unterrichtete zunächst an verschiedenen Schulen, bevor sie eine Anstellung als Home Demonstration Agent beim US-State Department of Agriculture (USDA) für den Bereich Dallas County, Alabama in Selma antrat. Sie unterrichtete die ländliche Bevölkerung über Lebensmittelproduktion, Ernährung, Gesundheitsvorsorge und andere Themen, die mit Landwirtschaft und Haushaltsführung zusammenhingen.
1930 lernte sie Samuel William Boynton, einen Landwirtschaftsberater (County extension agent) (siehe engl. Wikipedia: County extension), kennen. Sie teilte Boyntons Leidenschaft für die Verbesserung der Lebensbedingungen der Afroamerikaner, von denen viele immer noch auf Farmen arbeiteten, die Weißen gehörten, oder als Sharecropper ihr Leben fristeten. Robinson (zu dieser Zeit noch Platts) und Boynton heirateten im Jahre 1936 und arbeiteten in der Folge gemeinsam daran, Wahlrecht, Landbesitz und Schulbildung in die armen Regionen von Alabama zu bringen. Die beiden wurden einflussreiche Stimmen in der Sektion Dallas County der National Association for the Advancement of Colored People (NAACP) und in der Mitte der 1920er Jahre gegründeten Dallas County Voters League (DCVL).
Neben ihrer politischen Aktivität betrieb Amelia bis 1952 eine Jobvermittlungsagentur. Nach 1952 gründete sie gemeinsam mit ihrem Mann, der mittlerweile aus dem Staatsdienst ausgeschieden war, eine Versicherungsagentur und eine Immobilienfirma.
Ihrem Sohn, Bruce Carver, der mittlerweile Jura an der Howard University studiert hatte, gelang es in einem Prozess vor dem Supreme Court (Boynton v. Virginia (1960)) die Segregation in den öffentlichen Verkehrsmitteln zwischen den einzelnen Bundesstaaten (interstate public transportation) zurückzudrängen. (s. engl. Wikipedia:
Boynton v. Virginia)
Auch nach dem Tod von Samuel William Boynton im Jahre 1963 setzte Amelia ihre politischen Aktivitäten fort und wurde im westlichen Alabama eine der einflussreichsten Stimmen des Civil Rights Movements.
1964 war sie die erste Afroamerikanerin, die sich für die Demokratische Partei um ein Mandat im Kongress bewarb. Mit dem Wahlkampfslogan A voteless people is a hopeless people („Ein Volk ohne Stimmrecht ist ein Volk ohne Hoffnung“) konnte sie zehn Prozent der Stimmen (bei den Vorwahlen) gewinnen.
Trotz jahrzehntelanger Bemühungen das Wahlrecht auch für Afroamerikaner durchzusetzen, und obwohl zur damaligen Zeit über 50 Prozent der Einwohner von Selma Afroamerikaner waren, hatten sich dort nur 2 Prozent der Afroamerikaner für die Wahl registrieren können.
Das Student Nonviolent Coordinating Committee (SNCC) und die Dallas County Voters League (DCVL) mobilisierten daraufhin rund 300 Afroamerikaner, die sich aufreihten, um sich (für eine anstehende Wahl) registrieren zu lassen (s. engl. Wikipedia: Voter registration in the United States).
Die meisten von ihnen wurden daraufhin verhaftet. Nur etwa einem Dutzend gelang es sich für die Wahl registrieren zu lassen.
Immer noch zu viel für einen örtlichen Richter. Am 9. Juli 1964 erließ er eine Anordnung, nach der die Versammlung von drei oder mehr Personen in der Öffentlichkeit verboten wurde. Nach dieser Entscheidung setzte sich Amelia Boynton mit Martin Luther King Jr. in Verbindung.
(Sie hatte Martin Luther King Jr. und dessen Frau Coretta Scott King anlässlich eines Kirchenbesuchs in Montgomery bereits im Jahre 1954 kennengelernt.) In Folge lud sie King und die Southern Christian Leadership Conference (SCLC) nach Selma ein, um der Kampagne für die Durchsetzung des Wahlrechts für Afroamerikaner die nötige Beachtung der Medien zu verschaffen.
Ihre Wohnung und ihr Büro wurde in Folge zum Planungszentrum der Kampagne (Selma-nach-Montgomery-Märsche).
Am 7. März 1965 – am so genannten „Bloody Sunday“ („Blutsonntag“) – wurde sie im Verlauf der von ihr mitinitiierten Selma-nach-Montgomery-Märsche schwer verletzt, als Polizeikräfte friedliche schwarze Wahlrechtsdemonstranten mit brutaler Gewalt am Überqueren der Edmund Pettus Bridge in Selma hinderten. Bilder, die sie bewusstlos am Straßenrand liegend zeigten, nachdem sie von Polizisten zusammengeknüppelt und schwer verletzt am Boden liegend mit Tränengas besprüht wurde, um sie dann hilflos liegen zu lassen, damit let buzzards eat ’em („die Bussarde sie fressen“) – wie der rassistische Countysheriff Jim Clark erklärte, gingen um die Welt, wurden von fast allen US-Fernsehsendern gezeigt und erschienen auf den Titelseiten vieler Zeitungen. Die Botschaft dieser Bilder war eindeutig: So behandelt Amerika diejenigen Schwarzen, die es wagen, ihre verfassungsmäßigen Rechte einzufordern und sich gegen die Ungerechtigkeit zu erheben.

## Privates
Amelia Boynton Robinson heiratete drei Mal:
Ihre erste Ehe im Jahre 1936 mit Samuel William Boynton (s. o.) bestand bis zu Boyntons Tod im Jahre 1963. Neben Bill Jr. aus Boyntons erster Ehe hatte das Paar den Sohn Bruce Carver.
1969 heiratete Amelia Robinson in zweiter Ehe den Musiker Bob W. Billups, der 1973 in Folge eines Unfalls verstarb.
Anschließend ging Amelia eine dritte Ehe mit James Robinson ein, den sie bereits seit ihrer Studienzeit an der Tuskegee University kannte. Die Ehe bestand bis zu Robinsons Tod im Jahre 1988.

## Autobiografie
Amelia Platts Boynton Robinson: Brücke über den Jordan. Dr. Böttiger Verlag, Wiesbaden 2000, ISBN 3-925725-42-3.